# Lynton and Lynmouth Cliff Railway

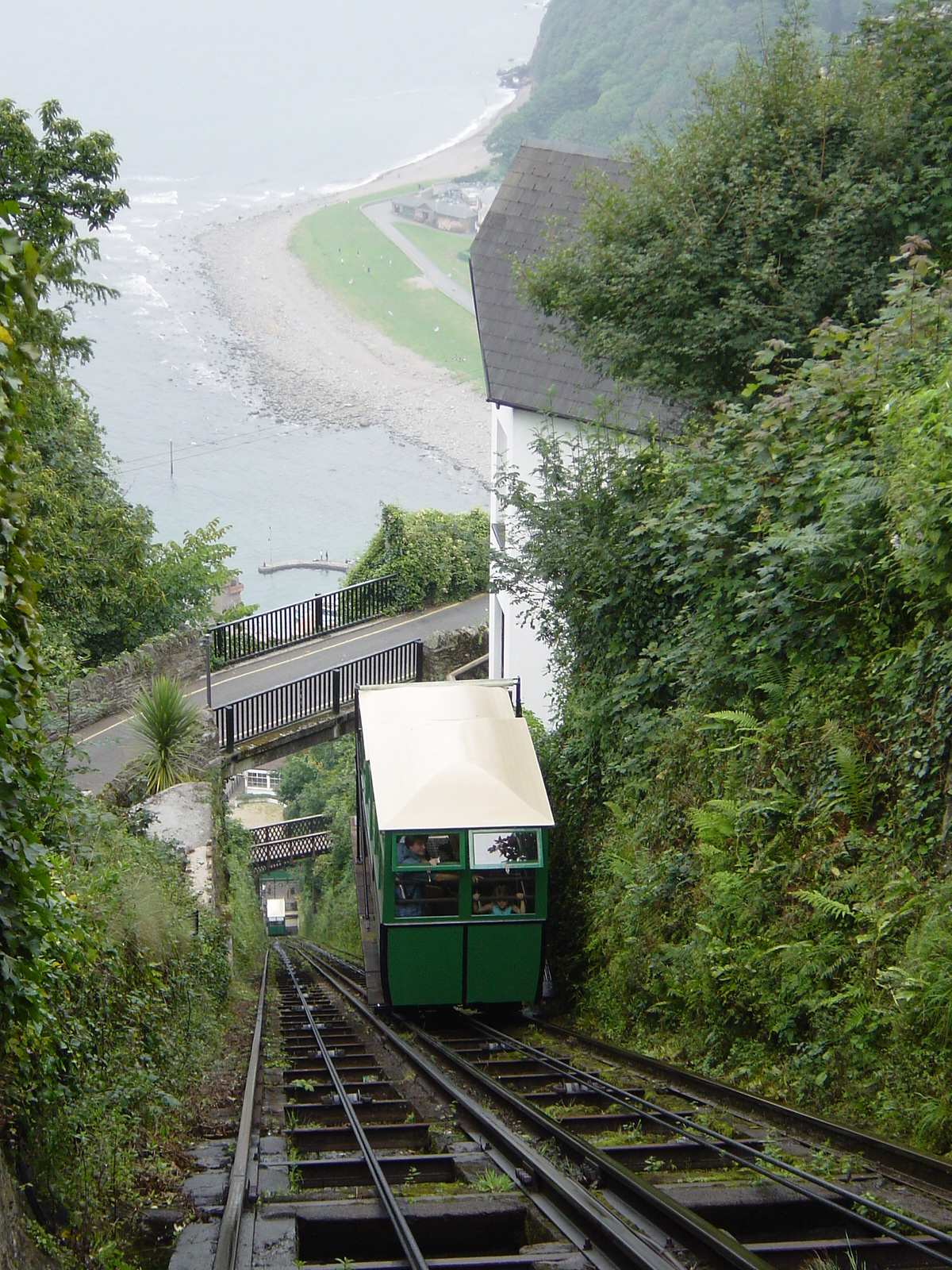
Die Lynton and Lynmouth Cliff Railway im Jahre 2003

Die Standseilbahn Lynton and Lynmouth Cliff Railway ist eine Wasserballastbahn, die die Nachbarorte Lynton und Lynmouth an der Nordküste Devons miteinander verbindet.

## Vorgeschichte
Die hohe Steilküste, die die beiden Nachbarorte trennt, war im 19. Jahrhundert ein Haupthindernis für die wirtschaftliche Entwicklung der Region. Wegen der Abgelegenheit der Gegend und des unwegsamen Geländes wurden Kohle, Kalk, Lebensmittel und andere wichtige Güter meist über See geliefert und mussten dann mit Packpferden und Karren den steilen Berg nach Lynton hinaufgeschafft werden.
Auch für den aufkommenden Tourismus stellte die Steilküste ein Problem dar. Seit etwa 1820 kamen Urlauber aus Bristol, Swansea und anderen Häfen am Bristolkanal mit Schaufelraddampfern nach Lynmouth. Ihnen standen Ponys, Esel und Wagen zur Verfügung, aber aufgrund der steilen Wege hatten die Tiere nur ein kurzes Arbeitsleben.
Die ersten Vorschläge für eine Standseilbahn zum Transport von Personen und Gütern wurden 1881 gemacht, allerdings sahen sie Dampfantrieb vor.

## Bau
Die Wasserballastbahn wurde von George Marks (dem späteren Baron Marks of Woolwich, 1858–1938) entworfen und überwiegend von dem Verleger Sir George Newnes (1851–1910) finanziert. Dieser besaß auf dem nahen Hollerday Hill ein großes Anwesen und unterstützte auch den Bau der Lynton & Barnstaple Railway sowie des Rathauses von Lynton.
Die Bauarbeiten, die ausschließlich in Handarbeit erfolgten, begannen 1887 und waren in weniger als drei Jahren beendet.

## Betrieb
Die Seilbahn wurde am Ostermontag 1890 eröffnet und ist seitdem in Betrieb. Ein Parlamentsbeschluss rief im Jahre 1888 die Lynmouth & Lynton Lift Company ins Leben, ein weiterer gab der Gesellschaft immerwährende Rechte am Wasser im Lyn Valley.
Ungewöhnlich für solch eine Bahn ist ein Haltepunkt mit Straßenanschluss unterhalb der Bergstation. Dieser wurde benutzt, um größere Frachtstücke zu transportieren. Dazu kann der Aufbau der Wagen entfernt werden, um eine flache Ladefläche zu erhalten. Die ersten Autos wurden so den Berg hinauf geschafft. Als im Winter 2006 Schienen ersetzt wurden, diente der Haltepunkt als viel benutzter Zugang und Lagerplatz.
Die Bahn steht heute unter Denkmalschutz.

## Technik

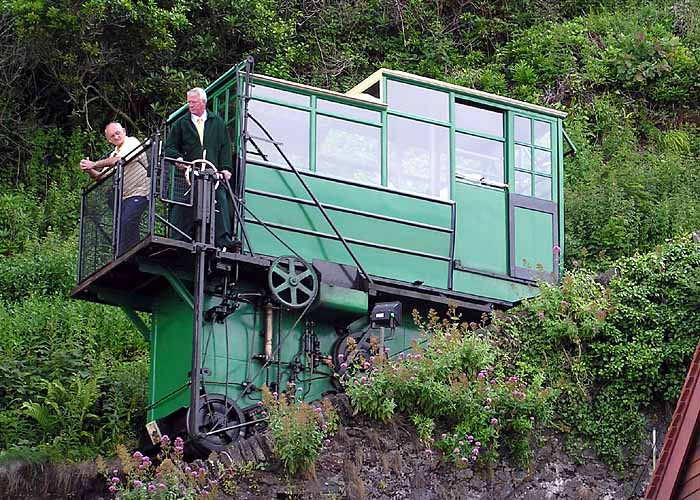
Ein Wagen der Seilbahn, man kann den Bremsmechanismus erkennen.

Die beiden Wagen der Seilbahn, von denen jeder 40 Personen aufnehmen kann, sind durch ein umlaufendes Seil miteinander verbunden. Dieses läuft an jedem Ende der Strecke über eine Umlenkrolle von 1,7 m Durchmesser.
Durch eine Rohrleitung von 130 mm Durchmesser wird Wasser vom mehr als eine Meile (1,6 km) entfernten West Lynn River in den Tank unter dem Fußboden des oberen Wagens geleitet. Jeder Wagen hat einen Tank von 3,2 Kubikmetern Fassungsvermögen. Danach wird so lange Wasser aus dem unteren Wagen abgelassen, bis der obere Wagen schwerer ist und nach unten zu rollen beginnt. Auf jedem Wagen fährt ein Bremser mit und reguliert die Geschwindigkeit.
Die Seilbahn läuft auf zwei unmittelbar nebeneinander liegenden Gleisen mit einer Spurweite von 3′ 9″ (1143 mm). Nur auf halbem Wege ist der Gleisabstand größer, damit die Wagen einander passieren können. Die Strecke ist 263 Meter lang und überwindet einen Höhenunterschied von 150 Metern, was einer Neigung von 57 % entspricht.